# Museo Nacional de las Intervenciones
Le Museo Nacional de las Intervenciones, installé dans les bâtiments de l'ancien couvent de Nuestra Señora de los Ángeles de Churubusco, à Coyoacan dans  le District Fédéral de Mexico, est un musée consacré à l'histoire des interventions étrangères au Mexique depuis son indépendance en 1821, ainsi qu'à l'histoire du couvent.

## Les bâtiments
Le couvent de Nuestra Señora de los Ángeles de Churubusco fut fondé par les Franciscains au XVIe siècle. Sa construction est attribuée à Juan de Zumárraga. Pendant la Guerre américano-mexicaine (1846-1848), les bâtiments servirent de cadre à la bataille de Churubusco en 1847. Déclarés monument national en 1869, ils ont abrité une caserne, un hôpital militaire et une école de peinture avant de devenir un musée d'histoire en 1981.

## Le musée
Le rez-de-chaussée est consacré à l'histoire des bâtiments, tandis que les salles de l'étage  racontent l'histoire des différentes interventions étrangères : Espagne (1829), France (1838-1839, 1862-1867) et États-Unis (1846-1848, 1914, 1916).

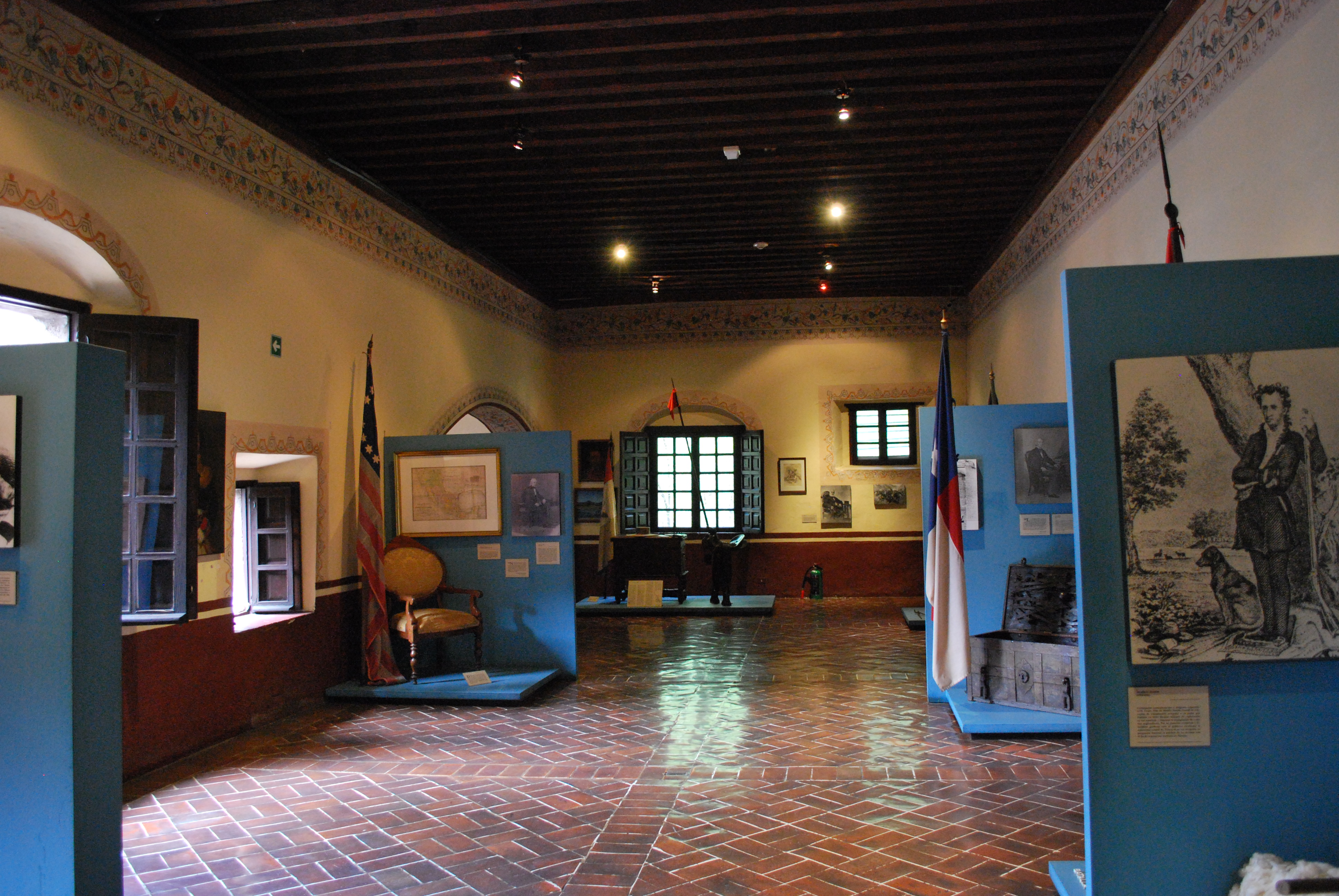
Intervention américaine de 1846-1848
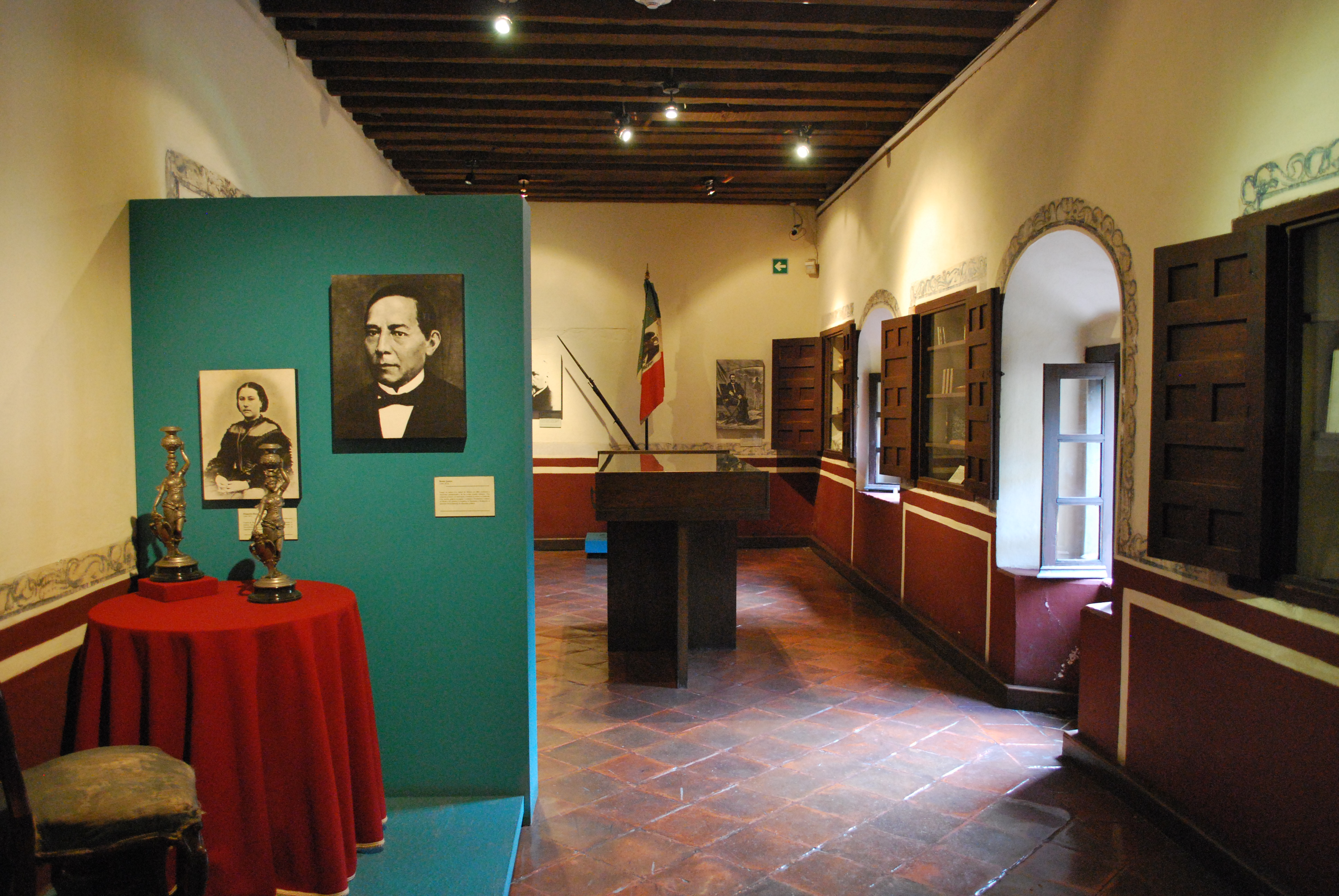
Intervention française de 1862-1867
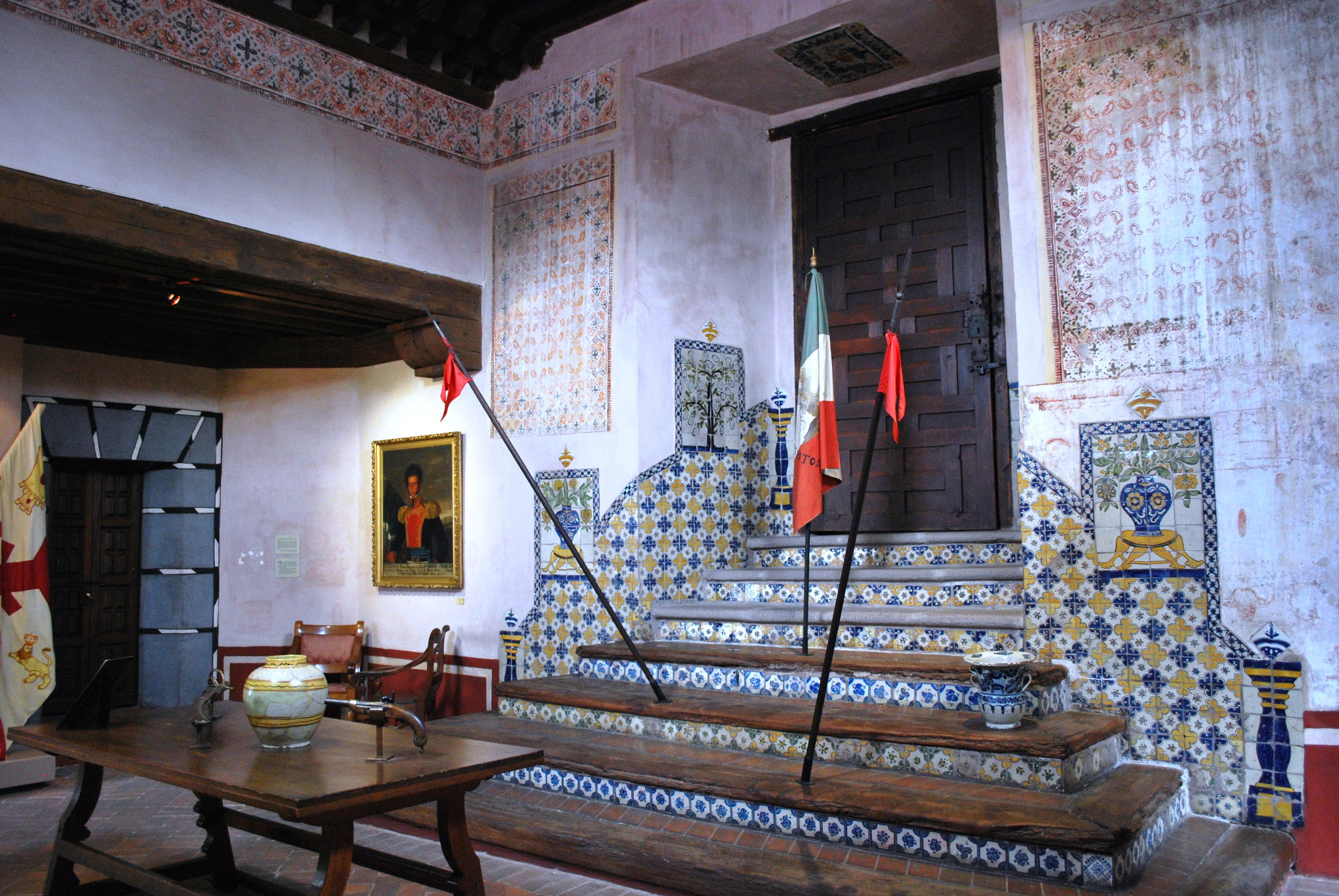
Intervention espagnole de 1829